# Milena Pavlović-Barili
Milena Pavlović-Barili (Barilli), cyr. Милена Павловић-Барили (ur. 5 listopada 1909 w Požarevacu, zm. 6 marca 1945 w Nowym Jorku) – serbska malarka i poetka.